# 원하상목
원하상목(Syncarida)은 갑각류 상목의 하나로, 고하목과 아나스피데스목을 포함하고 있다. 6과 59속이 알려져 있다.

## 분류
- 원하상목 (Syncarida) Packard, 1885
  - † Palaeocaridacea
  - 고하목 (Bathynellacea) Chappuis, 1915
    - 고하과 (Bathynellidae) Grobben, 1904
    - 고하사촌과 (Parabathynellidae) Noodt, 1965

  - 아나스피데스목 (Anaspidacea) Calman, 1904
    - 아나스피데스과 (Anaspididae) Thomson, 1893
    - 쿠눙가과 (Koonungidae) Sayce, 1908
    - 프삼마스피데스과 (Psammaspididae) Schminke, 1974
    - 스티고카리스과 (Stygocarididae) Noodt, 1963